# Marussia Motors
У цього терміна існують і інші значення, див. «Маруся».
Marussia Motors (російською вимовляється «Маруся»; англійською зазвичай вимовляють як «Мараша») — російська компанія, що заявляла, що буде спеціалізувалась на виробництві суперспортивних автомобілів преміум-класу. Свою продукцію компанія рекламувала як перший російський «суперкар», що створить конкуренцію світовим автогігантам. Компанія була заснована в 2007 році російським шоуменом Миколою Фоменко, набрала близько €100 млн. кредитів, збудувала приблизно 20-30 пробних екземплярів (прототипів), але жодного серійного авто; інвестувала значні кошти у створення своєї власної команди у Формулі-1 (в дійсності купувала команду Virgin Racing та перейменувала її), і в 2014, заявивши про своє банкрутство і не повернувши борги, була ліквідована.

## Історія
Завод компанії розташований у Москві, чисельність персоналу компанії становила близько 300 робітників.
За офіційними даними компанії на листопад 2010 року, Marussia мала випускатися в двох версіях: B1 і B2.
Marussia B1 вперше була представлена 16 грудня 2008 року в залі «Нового Манежу» в Москві. Ідейний натхненник і керівник проєкту — Микола Фоменко. Микола відзначав конкурентоспроможність моделі та її успішність в першу чергу завдяки низькій вартості автомобілів MARUSSIA.
Зовній дизайн обох модифікацій спорткупе Marussia розроблявся в Росії вітчизняними дизайнерами. «Основна маса компонентів машини», згідно з заявою керівників компанії, «виробляється в Росії». Однак такі головні вузли, як мотор — виробництва британської компанії Cosworth; трансмісія, ходова частина, елементи керування, електропідсилювач керма — від масової дешевої французької мікролітражки Renault Twingo; амортизатори та підвіска — німецької фірми KW automotive GmbH, а також власне сам матеріал-сирець з якого збудовані панелі кузова, карбон — все імпортне.
За словами Фоменка, проведені краш-тести показали, що водій і пасажири Марусі начебто «залишаться живими навіть при лобовому ударі, оскільки автомобіль влаштований так, що кабіна залишається практично недоторканою».
10 вересня 2010 відбулося офіційне відкриття першого московського шоу-руму Marussia Motors на Тверській 17. Компанія оголосила про завершення будівництва заводу в Москві і про офіційний початок продажів спорткарів.
За роки існування та діяльності компанії (2007-2014), попри гучні рекламні заяви, не було збудовано жодного серійного екземпляра автомобіля. За різними суперечливими заявами було продано, або за уточненими даними роздано «привілейованим клієнтам» (подаровано друзям) лише 4 авто Marussia, з котрих лише 3 мають державну реєстрацію (номери). 
У квітні 2014 було оголошено, що компанія Marussia Motors припиняє свою діяльність.

## Характеристика
На Marussia встановлюються три варіанти двигунів V6 — атмосферний, об'ємом 3,6 л від Renault Laguna потужністю 300 к. с. (на декількох перших машинах використовувався двигун від Renault VelSatis), і два варіанти 2,8-літрових турбірованих, по 360 і 420 к. с. відповідно, що поставляються фірмою Cosworth (у кількох варіантах використовуються на Opel Insignia)
Ці двигуни виготовлені компанією Marussia Motors спільно з компанією Cosworth (Велика Британія), яка займається двигунами для спортивних автомобілів (у тому числі і для Формули 1).
Автомобілі оснащуються водійською і пасажирською подушками безпеки, мультимедійною системою з відеокамерами, навігацією і жорстким диском об'ємом 320 Гб.
Конструкція являє собою зварний кокпіт (шириною 1400 мм, тому й так тісно, це для омологації ФІА), з приклепаними алюмінієвими листами. На ньому закріплені швидкоз'ємні підрамники. Важелі підвіски на ШСках. Кузовні панелі виготовлені з карбону з використанням автоклава, на декількох старих машинах вони зі склопластику. Двигун на жорстких опорах на підрамнику, сам підрамник на гумових подушках. Більшість деталей шасі виготовлені з листового матеріалу з подальшою гнучкою. Майже всі деталі кокпіта і підвісок власної розробки та виготовлення. Куплені тільки гальмівна система, двигун, АКПП, кермова колонка, блоки електропроводки, кермова рейка, ГУР і деякі невеликі вузли типу замків дверей з доводниками. Багато покупні деталі (кермова рейка, гальмівна система) імпортні, введені в конструкцію для полегшення проходження сертифікації в ЄС.

## Вартість та продаж
Ціна автомобілів в Росії стартує від 4,6 млн рублів (близько 1,1 млн гривень -> 110 тис. євро) за модель B1 c атмосферним мотором, турбоверсія коштує від 5,3 млн (1,27 млн гривень -> 125 тис. євро). Marussia B2 дорожча, від 5,4 до 6,4 млн рублів.
На осінь 2011 року виготовлено лише «менше трьох десятків автомобілів» (на 2014 продано 4, значна частина з яких - авторам проєкту як реклама самим собі).

## Банкрутство та закриття проєкту
8 квітня 2014 ЗМІ повідомили про закриття проєкту Marussia Motors. Головною причиною стала відсутність будь-якої розумної бізнес-стратегії у хазяїна проєкту - шоумена за фахом та рекламника М.Фоменка. За цим послідував експоненційний ріст боргу та брак грошей, що викликало страйк співробітників компанії, які вимагали заробітну плату за півроку. Засновник компанії Микола Фоменко, зібравши кредити на замовлення 500 автомобілів, уникав журналістів і категорично відмовлявся від будь-яких коментарів. Проєкт був закритий одночасно з проєктом «Йо-мобіля».

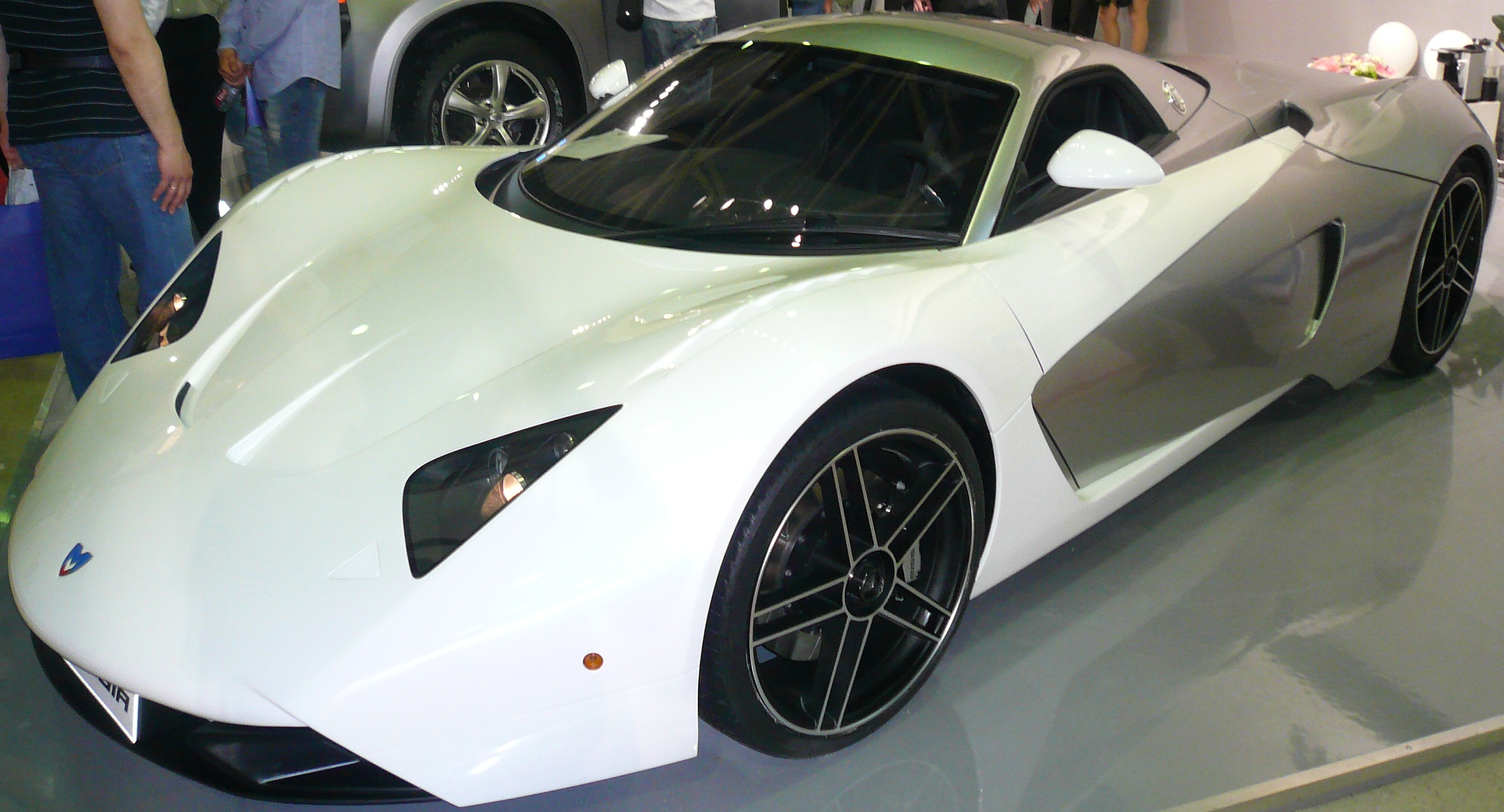
Marussia B1
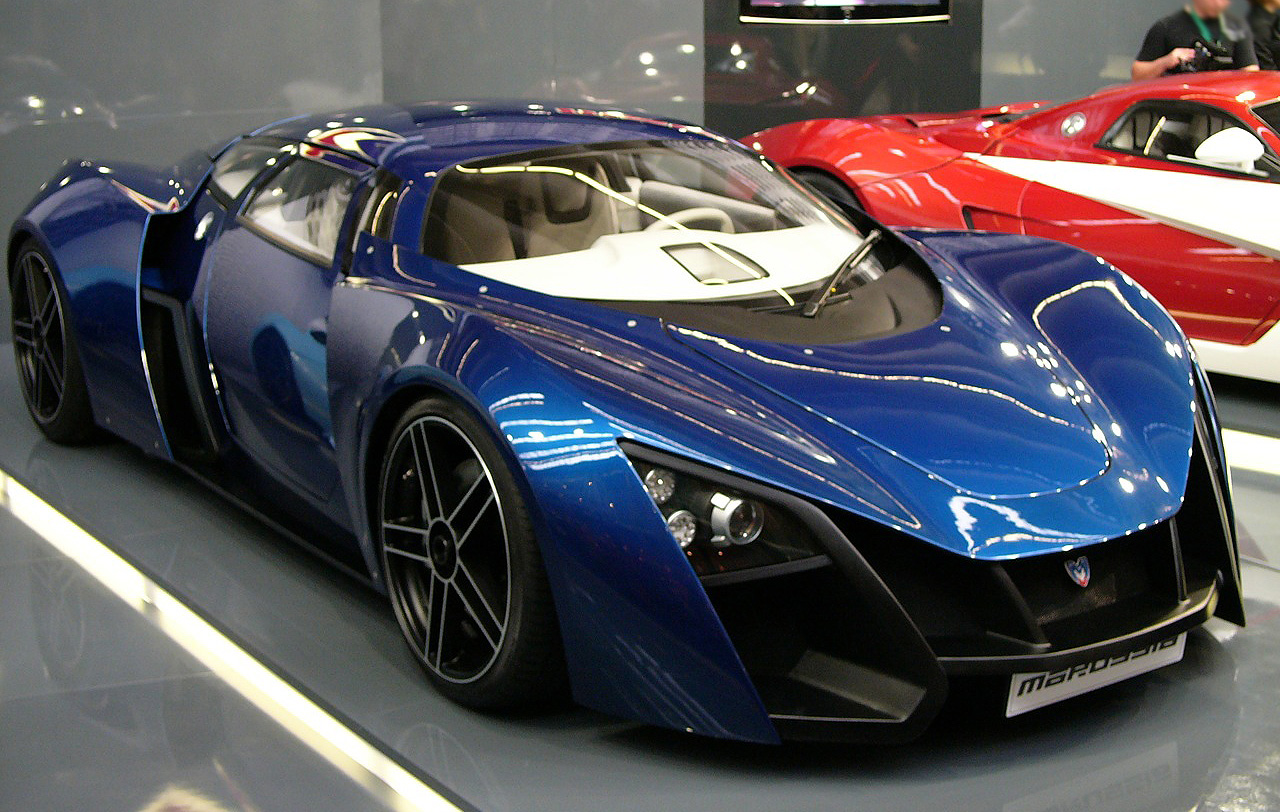
Marussia B2
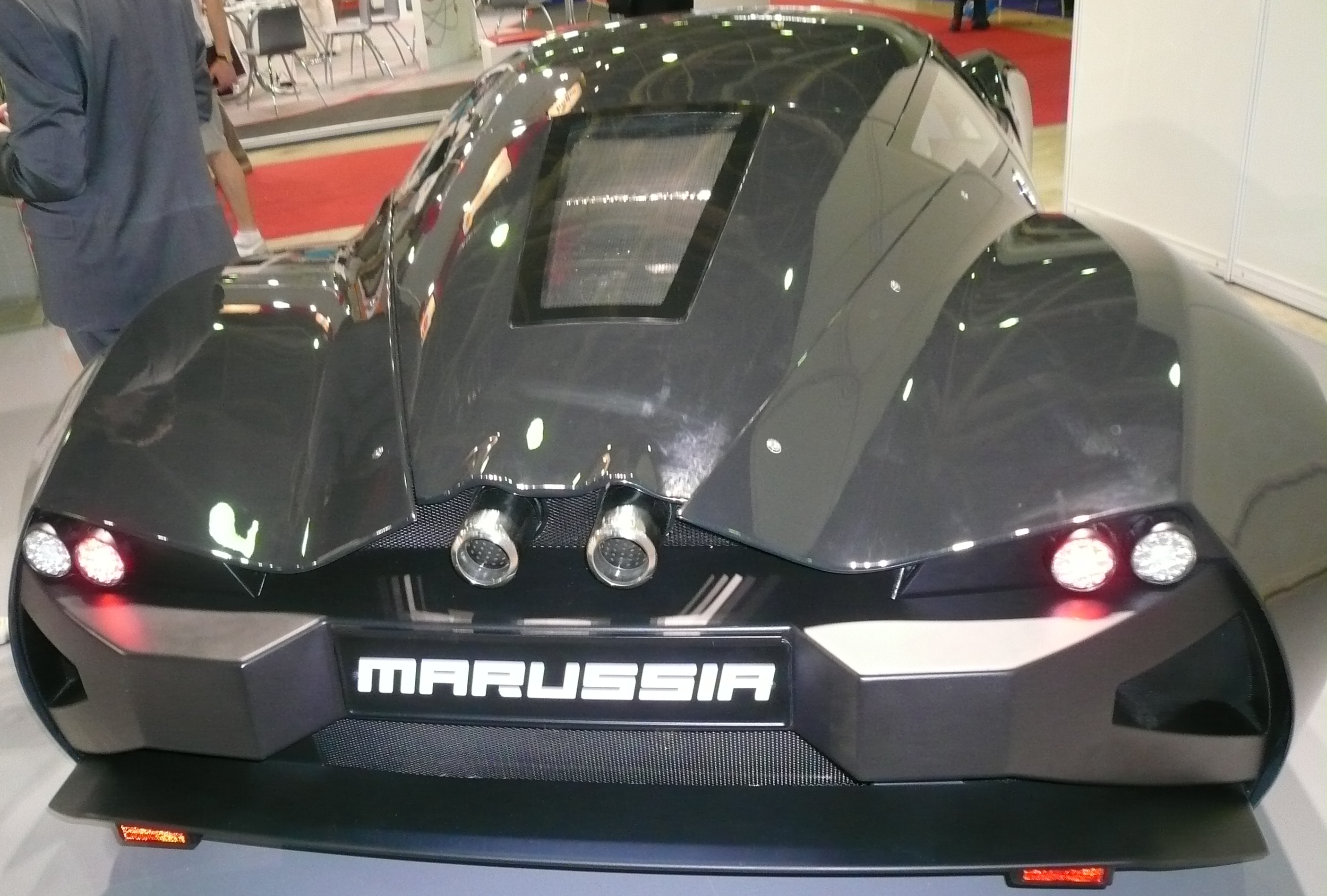
Marussia B2
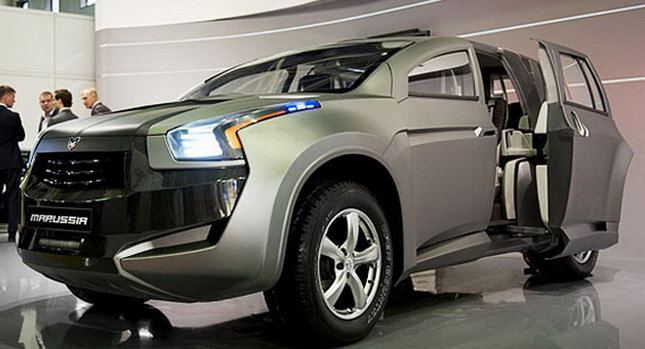
Marussia F2